# Propilenglicol
El propilenglicol (nombre sistemático de los compuestos orgánicos) es un compuesto orgánico incoloro, insípido e inodoro. Es un líquido aceitoso claro, higroscópico y miscible con agua, acetona y cloroformo. Se obtiene por la hidratación del óxido de propileno.

## Aplicaciones

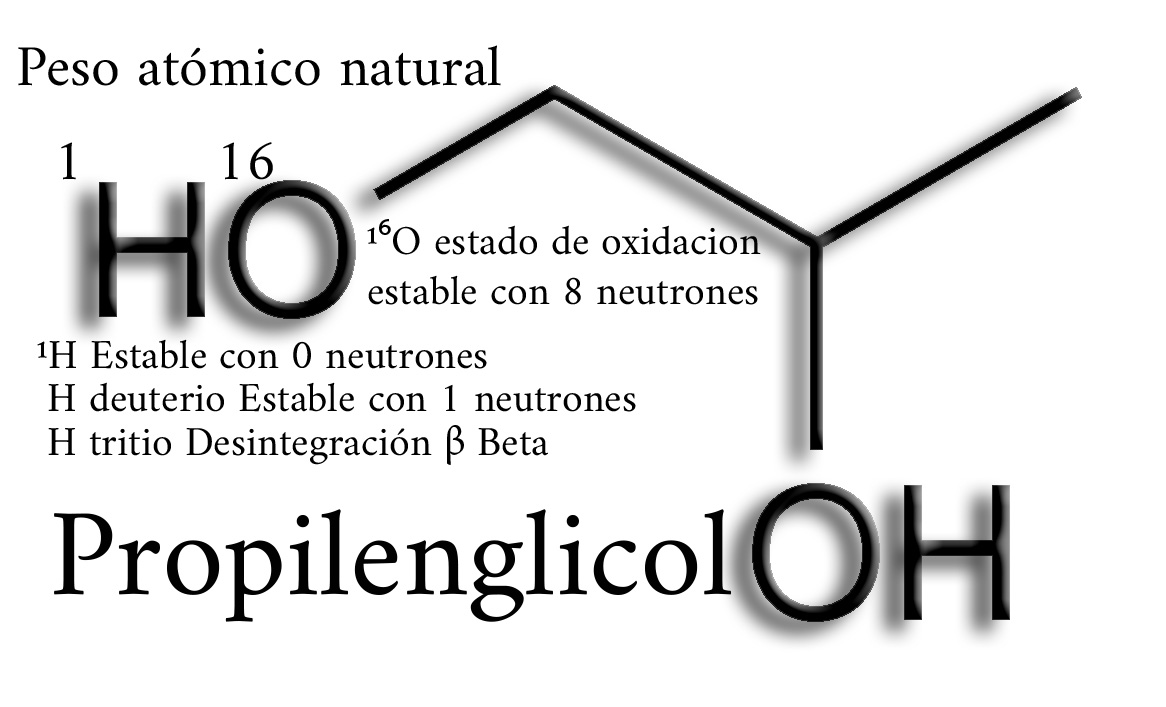
Fórmula estructural del propilenglicol

- Como humectante en productos farmacéuticos, cosmética, alimentos y tabaco
- Como lubricante íntimo genital ("lubricante personal")
- Como lágrima artificial en bajas concentraciones (0.6% oftalmología)
- Como agente saborizante en angostura (bebida) y en Orange amargo de Angostura
- Como solvente para colorante y saborizante de alimentos
- Como humectante aditivo alimentario, rotulado como número E1520
- Como portador en aceite de fragancia
- Como anticongelante de alimentos
- En máquina de humo para hacer humo artificial para entrenamiento de bomberos y producciones teatrales
- En desinfectantes de manos, lociones antibacterianas y solución salina
- Como ingrediente en muchos productos cosméticos, incluso toallas húmedas (wipes) para bebés, espuma de baño y champús
- Como ingrediente primario de la "pintura" en el paintball
- Como ingrediente de base en aeronaves fluidificante y en ciertos anticongelantes de vehículos
- En la criónica
- Como fluido hidráulico para máquinas
- Para regular la humedad en los cigarros humectante
- Como agente preservante en trampas, usados para capturar coleópteros carabidae
- Como parte de la formulación de caloportadores para energía solar térmica (ACS)
- En la industria cerámica se utiliza como vehículo serigráfico, adicionándolo a las pastas serigráficas utilizadas en la decoración de baldosas. Esto por su propiedad tixotrópica o pseudoplástico de cambiar su viscosidad con el esfuerzo ejercido, es decir cuando un esfuerzo es aplicada a la suspensión preparada con polientilenglicol la viscosidad de la misma disminuye, una vez el esfuerzo es retirado la suspensión recupera su viscosidad (se incrementa nuevamente) lo que es necesario durante la aplicación serigráfica. Su punto de ebullición hace fácil que sea eliminado durante el proceso de horneado cerámico.
- Como refrigerante en motores de bombas sumergibles.
- Cada mL de solución de Diazepam (5 mg) contiene 0.4 mL de propilenglicol, 0.1 mL de alcohol, 0.015 mL de alcohol bencílico y benzoato de sodio/ácido benzoico en agua para inyección, ajustado a un pH de 6,2-6,9.
- Como ingrediente base del líquido usado en los cigarrillos electrónicos.
- Como lubricante para el tendido de cables.
- Como lubricante en industrias de fem care y baby care.
- Como ingrediente para espumógeno en la fabricación de hormigón celular

## Seguridad
La Administración de Alimentos y Medicamentos estadounidense (FDA) ha determinado que el propilenglicol es “generalmente considerado como seguro” - Consultar la web del CEFIC para ver la regulación y las guías.
En Europa no se ha aprobado su uso como un alimento en si o como un ingrediente alimenticio directo, limitando su aplicación a solvente y vehículo en cantidades no mayores a 1 gr por kilogramo de producto o 0,1% w/w (Directiva del Parlamento y Consejo Europeo N° 95/2/EC para aditivos alimenticios).